# 巴魯埃利省

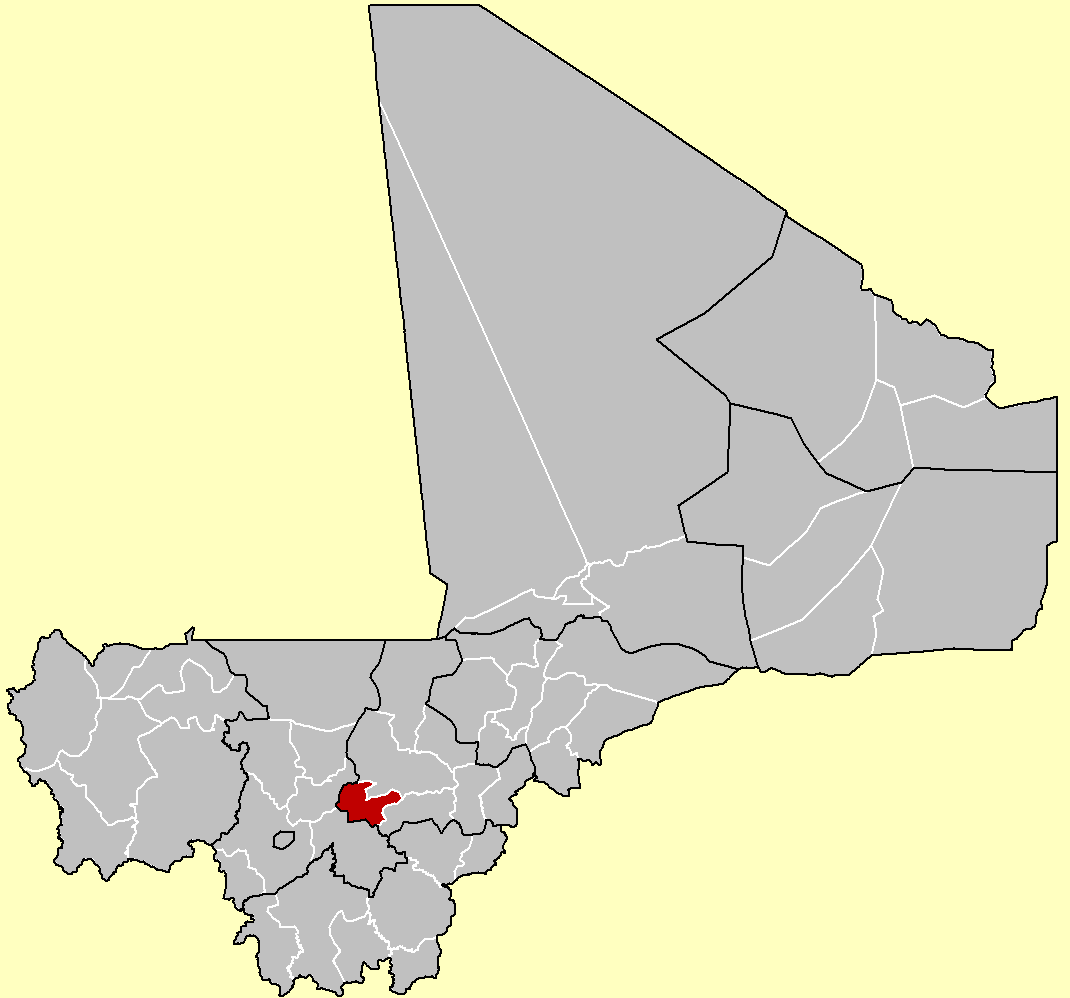

巴魯埃利省（法語：Cercle de Barouéli），是馬里的省份，位於該國中部，由塞古區負責管轄，首府設於巴魯埃利，面積4,170平方公里，2009年人口203,550，人口密度每平方公里48.81人。